# Доброселецкий сельсовет
Доброселецкий сельсовет (бел. Дабраселецкі сельсавет) — административная единица на территории Зельвенского района Гродненской области Белоруссии. Административный центр — агрогородок Теглевичи.

## История
Образован 12 октября 1940 года в составе Ружанского района Брестской области БССР. Центр — деревня Добросельцы. С 8 января 1954 года — в Гродненской области, с 19 июня 1954 года — снова в Брестской области. С 25 декабря 1962 года в составе Волковысского района Гродненской области, с 30 июля 1966 года в Зельвенском районе. В июле 1985 года центр сельсовета перенесён в деревню Теглевичи. 18 апреля 2017 года в состав сельсовета вошла территория упразднённого Словатичского сельсовета с 11 населёнными пунктами.

## Состав
Доброселецкий сельсовет включает 17 населённых пунктов:
- Агатово — деревня
- Безводно — деревня
- Добросельцы — деревня
- Запрудье — деревня.
- Зеньковцы — деревня.
- Мелеховичи — деревня.
- Монтяки — деревня.
- Овечицы — деревня.
- Павловичи — деревня.
- Пичуки — деревня.
- Рудевичи — деревня
- Словатичи — агрогородок.
- Теглевичи — агрогородок
- Тереховичи — деревня.
- Хомичи — деревня.
- Юнковщина — деревня
- Ярутичи — деревня.

## Население
Согласно переписи 2009 года на территории сельсовета проживало 688 человек, среди которых 92,0 % — белорусы, 7,3 % — поляки.

## Культура
- Историко-краеведческий музей УПК Теглевичского д/с-СШ в аг. Теглевичи

## Достопримечательность
- Церковь Святого Антония Печерского в д. Добросельцы
- Церковь Святого великомученика Георгия Победоносца в аг. Словатичи